# St. Elisabeth (Wolfsburg)

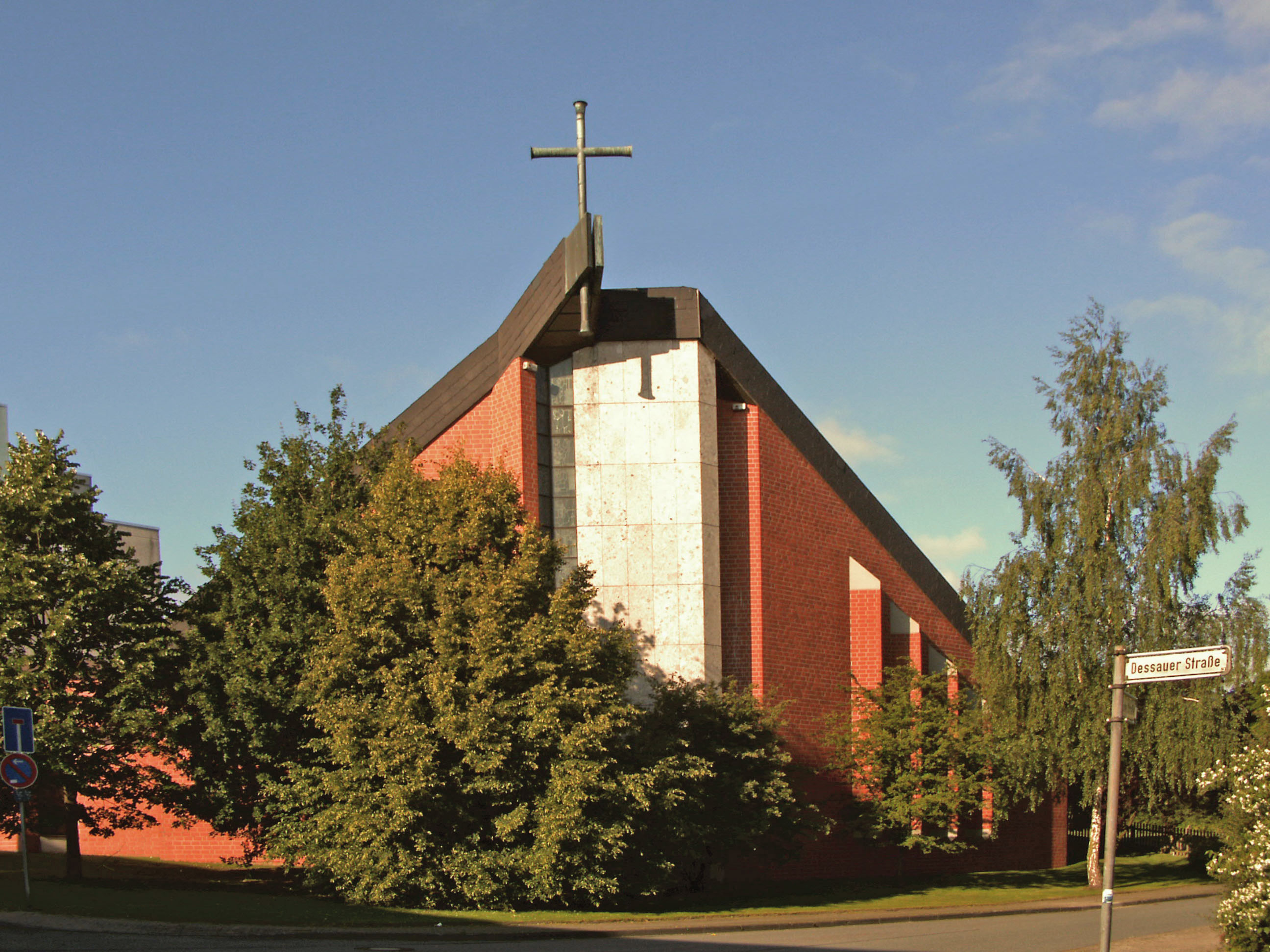
Kirche von Nordosten (2008)

Die Kirche Sankt Elisabeth war die katholische Kirche in Westhagen, einem Stadtteil von Wolfsburg in Niedersachsen. Sie gehörte zuletzt zur Pfarrgemeinde St. Christophorus und war die jüngste Kirche im Dekanat Wolfsburg-Helmstedt des Bistums Hildesheim. Ihr Einzugsgebiet umfasste den Stadtteil Westhagen.

## Geschichte
Aufgrund der hohen Wohnungsnachfrage in der wachsenden Stadt Wolfsburg beschloss 1963 der Rat der Stadt Wolfsburg, im Südwesten Wolfsburgs einen neuen Stadtteil zu errichten. 1969 begann der Wohnungsbau, 1970/71 wurden die ersten Wohnhäuser fertiggestellt und bezogen.
Bereits 1972 wurde an der Ecke Stralsunder Ring/Eisenacher Straße eine katholische Notkirche in einer angemieteten Holzbaracke eingerichtet, die ursprünglich als Edeka-Laden und danach kurzzeitig als Filiale der Kreissparkasse Gifhorn gedient hatte. Am 22. Oktober 1972 fand dort unter der Leitung des Pfarrers der St.-Joseph-Kirche der erste Gottesdienst statt. 1973 wurde eine bereits nach Elisabeth von Thüringen benannte Pfarrkuratie errichtet und an die St.-Joseph-Gemeinde angebunden. 1974 wurde aus der Pfarrkuratie eine Pfarrvikarie mit eigenem Pastor. Robert Wierlemann war der erste Priester, der dieses Amt übernahm.
1977 erfolgte die Grundsteinlegung für die Kirche. Im Februar 1978 fand der Umzug aus der Notkirche in den Kirchenneubau statt, der am 25. Februar 1978 von Bischof Heinrich Maria Janssen geweiht wurde. Bereits am 1. Januar 1978 war die Kirchengemeinde St. Elisabeth eingerichtet worden, am 25. Dezember 1982 wurde sie zur Pfarrei erhoben.
1996 wurde aus den Pfarrgemeinden St. Elisabeth, Mutterschaft Mariens in Fallersleben und St. Raphael in Detmerode die Seelsorgeeinheit Wolfsburg-Süd gegründet. Im Jahre 2000 verließ mit Pastor Günther Birken (1962–2018) der letzte ortsansässige Priester die Pfarrei, von 2000 bis 2007 hatte ein Diakon seinen Sitz an St. Elisabeth. Ab dem 1. November 2006 gehörte die Kirche zum Dekanat Wolfsburg-Helmstedt; zuvor gehörte sie zum Dekanat Wolfsburg, welches zu diesem Zeitpunkt umbenannt und um den Helmstedter Teil des damals aufgelösten Dekanats Helmstedt-Wolfenbüttel vergrößert wurde. Vom 1. September 2010 an gehörte die Kirche zur Pfarrgemeinde St. Christophorus, die Pfarrei St. Elisabeth wurde in diesem Zusammenhang aufgehoben.
Auf Grund der zurückgehenden Finanzmittel sowie auch der gesunkenen Zahl der Geistlichen und Kirchenbesucher wurde 2014 beschlossen, die Kirche zu profanieren und zu verkaufen. Am 2. Oktober 2016 fand im Elisabeth-Saal (Gemeindesaal) als letzte Veranstaltung ein Abschiedstreffen unter dem Motto „Ein letztes Mal im Elisabeth-Saal“ statt, da das Gemeindehaus zu einer Kindertagesstätte umgebaut werden sollte. Verbliebene Gruppen der Gemeinde treffen sich seitdem in der St.-Elisabeth-Kindertagesstätte und Räumen der naheliegenden evangelischen Bonhoeffer-Gemeinde. Am 1. November 2016 stellte Bischof Norbert Trelle das Profanierungsdekret aus, und am 19. November 2016, dem Fest der heiligen Elisabeth, erfolgte die Profanierung der Kirche durch Weihbischof Heinz-Günter Bongartz. Der Gebäudekomplex wurde an die Stadt Wolfsburg verkauft, wobei Gemeindehaus und Pfarrhaus zu einer Kindertagesstätte umgebaut werden sollen, und das Kirchengebäude zu einem späteren Zeitpunkt zu einer Bürgerbegegnungsstätte. Die nächstliegenden katholischen Kirchen sind heute St. Raphael und St. Marien in den Nachbarstadtteilen Detmerode und Fallersleben.
2017 wurden Gemeindezentrum und Pfarrhaus zu einer Kindertagesstätte umgebaut, die bereits Anfang November 2017 ihren Betrieb aufgenommen hat, jedoch erst am 19. Dezember 2017 offiziell eingeweiht wurde. Die Kindertagesstätte St. Franziskus ist nach dem heiligen Franz von Assisi benannt. Ihr Gebäude befindet sich im Besitz der Stadt Wolfsburg, die Kindertagesstätte wird jedoch vom Gesamtverband der Katholischen Kirchengemeinden Wolfsburg betrieben.
Am 14. März 2018 beschloss der Rat der Stadt Wolfsburg, die ehemalige St.-Elisabeth-Kirche zu einem Kulturhaus umzugestalten. Nach dem Umbau erfolgte am 24. September 2022 die Wiedereröffnung des Gebäudes als Begegnungsstätte, die als KulturHaus bezeichnet wird.
Der Altar und der Taufstein verblieben in dem Gebäude, wurden jedoch an einen anderen Standort umgesetzt. In der Nische, in der früher die Orgel stand, wurde eine Küche eingebaut. In der ehemaligen Sakristei wurden Unisex-Toiletten installiert. Der Korpus vom Kruzifix an der Rückwand des Altarraumes wurde 2024 an der St.-Anna-Kapelle in Dolné Strháre in der Slowakei angebracht.

## Architektur und Ausstattung
Das Kirchengebäude steht auf dem Grundstück Dessauer Straße 12 (Ecke Hallesche Straße). Die Form der von Josef Fehlig entworfenen turmlosen Kirche symbolisierte das Zelt Gottes unter den Menschen. Von der Kirche durch einen Innenhof getrennt befanden sich südlich der Kirche das St.-Elisabeth-Haus (Gemeindehaus) und das Pfarrhaus.
Die in 101 Meter Höhe über dem Meeresspiegel gelegene Kirche bot über 192 Sitzplätze. Die Buntglasfenster sind ein Werk des Künstlers Albert Reinker (1926–2014) aus Everswinkel.
Der von Joseph Krautwald geschaffene Altar zeigte auf der Vorderseite Christus mit den Emmausjüngern. Die Seitenflächen zeigten die wunderbare Brotvermehrung sowie die Hochzeit zu Kana. Die Rückseite zeigte Jesus mit seinen Jüngern im Boot auf dem See Genezareth. An der Wand hinter dem Altar befand sich ein Kruzifix mit Korpus aus Bronze. In die Tabernakelstele war das Ewige Licht integriert, auf der äußeren Tabernakeltür war das Lamm Gottes dargestellt.
Die Wolfsburger Künstlerin Helma Kölblinger gestaltete den in Bronze gegossenen Kreuzweg, der den quasi schwebenden auferstandenen Christus von Joseph Krautwald integrierte. Ebenfalls gestaltete Helma Kölblinger ein Wandbild aus gebrannten Tonplatten mit Symbolen des Alten und Neuen Testaments. Die Platten wurden zu einem Wandkreuz zusammengefügt und hingen im Saal des Gemeindezentrums.
Im rückwärtigen Bereich der Kirche befand sich eine Statue der heiligen Elisabeth, die nach einem spätgotischen Vorbild geschaffen wurde. Im Januar 2017 wurde sie in der St.-Christophorus-Kirche wieder aufgestellt. Nahe dem Eingang zur Sakristei war ein Beichtstuhl in die Wand eingelassen. An der Ostseite der Kirche befand sich eine zum Kirchenschiff hin offene Marienkapelle, die auch durch eine eigene Eingangstür betreten werden konnte. Außer einer Marienstatue, vor der Opferkerzen aufgestellt werden konnten, befand sich in der Kapelle auch ein Jesusbild von der Göttlichen Barmherzigkeit.
Die Gruppenräume im angrenzenden Elisabeth-Haus (Gemeindehaus) waren nach den heiligen Vinzenz von Paul, Elisabeth von Thüringen, Bernward von Hildesheim, Ignatius von Loyola (Töpferraum) und Dominikus (Billardraum) benannt.

### Orgel

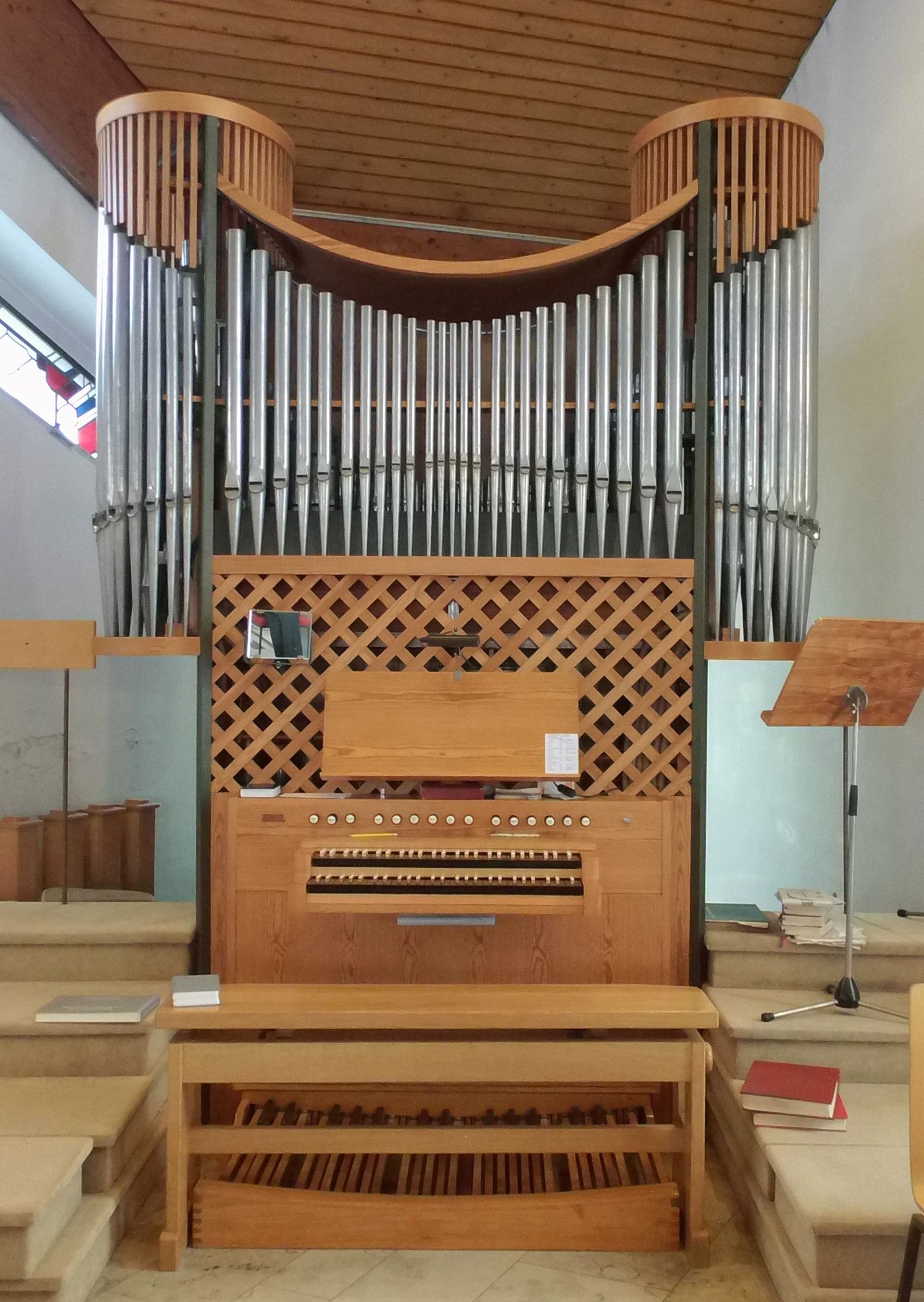
Orgel (2014)

Die Pfeifenorgel wurde 1980 vom Orgelbauunternehmen Breil für die St.-Hedwigs-Kirche in Braunschweig erbaut. 1998 wurde das Instrument in die St.-Elisabeth-Kirche umgesetzt und ebenfalls von Breil stark erweitert. Dabei wurde das angelegte zweite Manual ausgebaut und zwei weitere Pedalregister hinzugefügt. Zuvor wurde in der St.-Elisabeth-Kirche eine elektronische Orgel genutzt.
Das Schleifladen-Instrument mit rein mechanischen Trakturen hat 14 Register auf zwei Manualen und Pedal hat heute folgende Disposition:
| I. Manual C–g3 |       |
| Rohrflöte      | 8′    |
| Principal      | 4′    |
| Gedacktflöte   | 4′    |
| Gemshorn       | 2′    |
| Sesquialter II |       |
| Mixtur III–IV  | 1 ⁄3′ |

| II. Manual C–g3 |       |
| Gedackt         | 8′    |
| Blockflöte      | 4′    |
| Principal       | 2′    |
| Quinte          | 1 ⁄3′ |
| Trompetenregal  | 8′    |
| Tremulant       |       |

| Pedalwerk C–f1 |     |
| Subbaß         | 16′ |
| Offenbass      | 8′  |
| Choralbass     | 4′  |

## Weitere katholische Einrichtungen in Westhagen
Die Kindertagesstätte St. Elisabeth (Weimarer Straße 13) wurde im August 1974 eröffnet. 2014/15 erfolgte ein zweistöckiger Anbau nach Plänen des Braunschweiger Architekten Heribert Maurer (* 1952). Heute (2015) werden in fünf Gruppen rund 90 Kinder betreut.
Die Kindertagesstätte St. Franziskus (Dessauer Straße 12) wurde 2017 eröffnet. In je zwei Krippen- und Kindergartengruppen können 2017 insgesamt 70 Kinder betreut werden.
1974 wurde eine Dependance der Eichendorff-Grundschule in Westhagen eingerichtet, 1982 wurde sie in den Nachbarstadtteil Detmerode verlegt.